# Cause for Alarm
Cause for Alarm ist eine New-York-Hardcore-Band, die im Jahr 1982 gegründet wurde, sich 1983 auflöste und 1994 wieder zusammenfand.

## Geschichte
Anfang der 1980er-Jahre fanden New Yorker Hardcore-Konzerte oft im Club A7 in der Nähe des Tompkins Square Park statt. Im Park trafen 1982 die Freunde Rob Kabula und Billy Milano, die einer Band namens Hinckley's Fan Club angehörten, auf Alex Kinon und Rob „Robbie Cryptcrash“ Krekus. Zusammen gründeten sie Cause for Alarm. Wenig später ersetzten sie Sänger Milano (der später S.O.D. und M.O.D. gründete) durch Keith Burkhardt. Nach einigen selbstorganisierten Auftritten folgte im selben Jahr die erste, selbstbetitelte Single, die in den High Rise Studios aufgenommen worden war. Die Single hatte eine Auflage von 1000 Stück. 1982 lernte Burkhardt John Joseph von den Cro-Mags kennen, der ihn in die Krishna-Lehren einführte. Burkhardt wollte daraufhin eine Band gründen, die sich diesem Thema widmen sollte, womit sich die übrigen Bandmitglieder nicht einverstanden zeigten. Ende 1983 lösten sich Cause for Alarm auf Grund dieses Konflikts auf.
Am 27. November 1994 spielte die Band im New Yorker Wetland-Cub einen Wiedervereinigungsauftritt, wobei die Band aus dem Sänger Keith Burkhardt, dem Gitarristen Alex Kinon, dem Bassisten Joe Orgera und dem Schlagzeuger Tony Scaglione (Ex-Slayer, Ex-Whiplash) bestand. Daraufhin wurde Victory Records auf die Gruppe aufmerksam, nahm sie unter Vertrag und veröffentlichte die Debütsingle erneut, diesmal mit einer Auflagenhöhe von 7000 bis 8000 Stück. Im Jahr 1995 erschien ebenfalls bei Victory eine Split-Veröffentlichung zusammen mit Warzone. Lieder wie Beyond Life and Death waren bereits im Jahr 1982 von Sänger Burkhardt geschrieben worden. Das Lied sollte zuerst auf P.E.A.C.E./War zu hören sein, was laut Burkhardt jedoch aufgrund der religiösen Texte zensiert worden sei, sodass stattdessen Time Will Tell genommen worden sei. Im Jahr 1996 hielt die Band ihre ersten Auftritte in Europa ab, wobei mittlerweile Jason Banks als neuer Gitarrist in der Band war. Im selben Jahr erschien zudem das Album Cheaters and the Cheated, von dem sich weltweit etwa 12.000 Stück absetzten. Hierauf war unter anderem das Lied Burden enthalten, das eigentlich schon auf der Debütsingle zu hören sein sollte. Das Lied wurde damals noch von dem ehemaligen Gitarristen Alex Kinnon geschrieben, der das Lied von seiner Highschool-Band The Radicals mitgebracht hatte und das zu der Zeit noch Land of the Free geheißen hatte. 1997 schloss sich die Single Birth after Birth an, worauf der Bassist Rude-T und der Gitarrist Danny Marianino als neue Mitglieder zu hören waren. Zur Veröffentlichung des Albums hielt die Band einen Auftritt im New Yorker CMJ-Club ab. Etwas später verließ der Schlagzeuger Scaglione die Band, um wieder zu Whiplash zurückzukehren. Auf dem Album Beneath the Wheel, das im Jahr 1998 erschien, bestand die Band neben dem Sänger Burkhardt aus dem neuen Schlagzeuger Raeph Glicken, dem Gitarristen Jason Banks und dem Bassisten Joe Orgera, die beide zur Band zurückgekehrt waren. 1999 scherzte Burkhardt, er würde zwei Wochen brauchen, um alle Besetzungswechsel auflisten zu können, sei jedoch stolz, dass die aktuelle Besetzung schon etwa ein Jahr Bestand habe. Im Jahr 2000 veröffentlichte Victory Records die Kompilation Nothing Ever Dies 1982-99.

## Stil
Matthias Mader befand in seinem Buch New York Hardcore. The Way it Was…, die erste, selbstbetitelte Single sei ein Meilenstein des thrashigen Hardcores. Auf der Single würden die Texte die positive Lebenseinstellung der Band behandeln. So würde das Lied United Races zum friedlichen Miteinander der verschiedenen Menschenrassen aufrufen. Lieder wie Plastic Cylinder Express auf Cheaters and the Cheated würden thematisch die psychische und physische Abhängigkeit von Heroinkonsumenten behandeln. Auf Beneath the Wheel seien die Lieder eingängiger und besser strukturiert als auf Cheaters and the Cheated oder Birth after Birth. Fast alle Lieder seien religiös geprägt, ohne jedoch den Eindruck einer Predigt zu hinterlassen. Das Lied Homeless würde die Obdachlosigkeit in Burkhardts Heimat New York City behandeln.
Laut Markus Kavka vom Metal Hammer gehöre die Band zusammen mit Cro-Mags und Agnostic Front zu den Pionieren des New York Hardcore. Auch auf Cheaters and the Cheated spiele die Band Oldschool-Hardcore-Punk. Im Vergleich dazu seien die Lieder auf Birth after Birth laut Robert Müller vom Metal Hammer viel rauer. Das Album würde sich gut zum Einstieg in den Hardcore Punk der Westküste der Vereinigten Staaten eignen. Laut Henning Richter vom Metal Hammer, der die Band ebenfalls eine Pionierband nannte, habe sich die Gruppe auf Beneath the Wheel im Vergleich zu den Vorgängern gesteigert. Die Lieder hätten eine Basis aus „einem satten Bass-Fundament, peitschenden Riffs, dreschenden Drums und den leicht panischen Gesängen von Burkhardt“.
Hanno Kress ordnete in ihrer Rock-Hard-Rezension Cheaters and the Cheated in den New-York-Hardcore ein und vergaß dabei nicht den „Punk im Herzen“. Der Stil sei keineswegs altbacken, sondern offen für Neues, abwechslungsreich, originell und ausgefeilt. Ab der nächsten Plattenbesprechung übernahm Wolf-Rüdiger Mühlmann. Zu Birth after Birth meinte er, es herrsche kein Mangel an Ideen bei Arrangements, Gesang, Refrains, Geschwindigkeit und dies trotz Oldschool-Verhaftung. Über Beneath the Wheel befand er: „tolle Tempowechsel von HighspeedCore über Midtempogroove bis hin zu schleppenden Männerfäusten“. Die Band klinge „einerseits traditionell, andererseits nicht verstaubt“. Die klare Zuordnung zum Oldschool Hardcore erfolgte dann im Interview eine Heftausgabe später.
Auf der Split-Veröffentlichung zusammen mit Warzone spiele laut Joachim Hiller von dem Ox-Fanzine Cause for Alarm „kompakten, dicht gespielten Hardcore alter Schule“. Laut Olli Willms vom Ox-Fanzine klinge die Band auf Cheaters and the Cheated nicht mehr so ungeschliffen wie Anfang der 1980er-Jahre, spiele jedoch immer noch Oldschool-Hardcore. Laut Hiller spiele Cause for Alarm, die zu den dienstältesten New-York-Hardcore-Bands zähle, auf Birth after Birth klassischen „dichten Hardcore mit engagierten, durchdachten Texten“. David Häussinger vom Ox-Fanzine schrieb in seiner Rezension zu Beneath the Wheels, dass er die Musik zwar positiv bewerte, er aber die Texte dämlich finde und eine „krude Mischung aus Zivilisationskritik, Tierrechten, sozialistischen Ansätzen, Plattitüden gegen die auf christlich/jüdischen Werten basierende westliche Gesellschaft und natürlich unvermeidlich Krishna Concsciousness“ seien. Der Gesang klinge dabei wie eine melodische Version von Sick of It All, was nicht New-York-Hardcore-typisch sei.

## Diskografie
- 1982: Cause for Alarm (EP, kein Label)
- 1995: Cause for Alarm / Warzone (Split-Album mit Warzone, Victory Records)
- 1996: Cheaters and the Cheated (Victory Records)
- 1997: Birth after Birth (EP, Victory Records)
- 1998: Beneath the Wheels (Victory Records)
- 1999: When Revolution Is A Secret ...Unity Is The Key / Lost In The USA (Split-EP mit Miozän, Grapes of Wrath)
- 2000: Nothing Ever Dies 1982-99 (Kompilationsalbum, Victory Records)